# Alpaida elegantula
Alpaida elegantula este o specie de păianjeni din genul Alpaida, familia Araneidae. A fost descrisă pentru prima dată de Archer, 1965.
Este endemică în Martinique. Conform Catalogue of Life specia Alpaida elegantula nu are subspecii cunoscute.